# Hájske
Hájske (węg. Köpösd) – wieś (obec) na Słowacji, położona w kraju nitrzańskim, w powiecie Šaľa na Nizinie Naddunajskiej.